# Kjalleklingar
Kjalleklingar fue un clan familiar de Kjallakstaður, que tuvo cierto protagonismo en la Mancomunidad Islandesa del siglo X. Estuvieron liderados por su caudillo Þorgrímur Kjallaksson y se enfrentaron al poderío del veterano clan Þórnesingar y su goði Þorsteinn Þórólfsson de Helgafell, hijo de Þórólfur Mostrarskegg, uno de los primeros colonos en Islandia y muy devoto del culto a Thor. Los Kjalleklingar no aceptaban la decisión unilateral de Þorsteinn por declararse sucesor espiritual de su padre y consideraba la tierra consagrada de Þórnes exclusivo para su dios. La rivalidad entre ambos clanes desembocó en derramamiento de sangre durante el thing de Þórnes y alimentó una fuerte enemistad entre las partes. El complicado proceso de compensaciones se llevó a cabo por Þórðr Óleifsson, uno de los grandes caudillos de la región, que aun teniendo vínculos familiares con los Kjalleklingar, tenía una relación próxima con Þorsteinn por su matrimonio. El tipo de acuerdo comportó un matrimonio concertado y concesiones por ambas partes que, más a menudo de lo deseado, solía forzar nuevos compromisos, muertes y humillaciones.
Kjalarnesþing era uno de los dos centros espirituales y políticos, junto con Þórnes, que gobernaban y legislaban la Islandia medieval antes de la instauración del Althing.